# اینترو بونیتو
اینترو بونیتو (به انگلیسی: Intro Bonito) نخستین میکس‌تیپ از گروهٔ موسیقی ایندی پاپ بریتانیایی کرو کرو بونیتو می‌باشد که در ۳۰ سپتامبر سال ۲۰۱۳ به‌صورت مستقل منتشگر شد و در ۱۵ اوت سال ۲۰۱۴ از سوی دابل دنیم رکوردز مجدداً منتشر گردید.این آلبوم با تک‌آهنگ‌های «مشق» و «بیت خفن» تبلیغ و معرفی شد، و قطعهٔ اصلی آلبوم نیز دارای یک موزیک ویدئو بود. یک ئی‌پی تحت عنوان بونیتو ریسایکلینگ نیز در ۲۹ سپتامبر سال ۲۰۱۴ منتشر گردید.